# 의성군 (1988년 선거구)
의성군은 대한민국의 옛 국회의원 선거구이다. 당시 경상북도 의성군 지역을 관할했다.

## 역사
제13대 국회의원 선거를 앞두고 안동시·안동군·의성군 선거구에 분리되면서 신설되었다.
제16대 국회의원 선거를 앞두고 선거구 개편이 실시됨에 따라 의성군이 군위군과 묶이게 되며 군위군·의성군 선거구를 이루게 됨에 따라 폐지되었다.

## 역대 국회의원
| 선거   | 정당 | 정당         | 의원   |
| ------ | ---- | ------------ | ------ |
| 1988년 |      | 민주정의당   | 정창화 |
| 1992년 |      | 민주자유당   | 김동권 |
| 1996년 |      | 자유민주연합 | 김화남 |
| 1998년 |      | 한나라당     | 정창화 |

## 역대 선거 결과

### 대한민국 제13대 국회의원 선거
|  | 57.84% |

|  | 35.39% |

|  | 6.75% |

### 대한민국 제14대 국회의원 선거
|  | 44.42% |

|  | 39.34% |

|  | 11.45% |

|  | 4.77% |

### 대한민국 제15대 국회의원 선거
|  | 40.13% |

|  | 34.68% |

|  | 16.55% |

|  | 4.68% |

|  | 3.93% |

### 1998년 대한민국 재보궐선거
|  | 41.6% |

|  | 37.3% |

|  | 7.9% |